# NGC 6573
NGC 6573 في الفهرس العام الجديد، هي مجرة، تقع في كوكبة الرامي. اكتشفت في 28 يوليو 1830 بواسطة جون هيرشل.

## روابط خارجية
- NGC 6573 على موقع ويكي سكاي: DSS2, SDSS, GALEX, IRAS, Hydrogen α, X-Ray, Astrophoto, Sky Map, Articles and images